# コートランド・S・グロス
コートランド・シェリントン・ "コート"・グロス（Courtlandt Sherrington Cort Gross、1904年11月21日 – 1982年7月15日）は、アメリカ合衆国の初期の飛行士で、35年間にわたっロッキードの有力な役員であった。1967年に、会長職を辞して引退した。

## 経歴
グロスは、マサチューセッツ州ボストンに生まれ、ハーバード大学に学んだ。彼は兄であるロバート・E・グロスとともに、1932年にロッキードを買収し、同社を航空宇宙関連事業のコングロマリットへと成長させた。会長職にあった1966年には、2月11日付の『タイム』誌の表紙を飾った。
引退後は、フィラデルフィア郊外のメイン・ラインの屋敷で生活していた。
1982年7月15日、ペンシルベニア州ビラノバの自宅にいたグロスは、妻アレクサンドラ・ヴァン・レンセレール・デヴロー・グロス (Alexandra Van Rensselaer Devereux Gross)、家政婦のキャサリン・オハラ・ヴァンダーヴューア (Catherine O'Hara VanderVeur) とともに、銃撃により殺害された。放浪者のロジャー・P・ブール (Roger P. Buehl) が殺人の罪に問われ、有罪となった。
グロスの亡骸は、ペンシルベニア州ホワイトマーシュの聖トマス教会の墓地に埋葬された